# Philipp Schoch
Philipp Schoch (Winterthur, 12 de outubro de 1979) é um snowboarder suíço, bicampeão olímpico no slalom gigante paralelo em Salt Lake City 2002 e Turim 2006. É irmão do também snowboarder medalhista olímpico Simon Schoch.

## Carreira
Nos Jogos Olímpicos de Inverno de 2002, Philipp ganhou a sua primeira medalha ouro olímpica no snowboard na modalidade slalom gigante paralelo.
Na edição seguinte em 2006, ele foi novamente para a final do slalom gigante paralelo, na qual enfrentou como adversário seu irmão, Simon. Philipp venceu e ficou com sua segunda medalha de ouro, tornando-se o primeiro atleta a conquistar dois ouros olímpicos no snowboard.
Entre seus outros resultados estão o título da Copa do Mundo de Snowboard paralelo de 2005 e as duas medalhas de prata no Campeonato Mundial da FIS de 2007, nas modalidades slalom gigante paralelo e slalom paralelo (na qual no slalom paralelo não conseguiu repetir o feito de 2006 e perdeu para seu irmão na final).